# 德氏大吻鱥
德氏大吻鱥（学名：Rhynchocypris dementjevi）为輻鰭魚綱鯉形目雅羅魚科大吻鱥屬的其中一種，該物種主要分布於亞洲吉爾吉斯臨楚河流域，棲息在中底層水域，生活習性不明。